# Spring Lake (Indiana)
Spring Lake – miasto w Stanach Zjednoczonych, w stanie Indiana, w hrabstwie Hancock.